# 5e étape du Tour de France 2013
Pour un article plus général, voir Tour de France 2013.
La 5e étape du Tour de France 2013 s'est déroulée le mercredi 3 juillet 2013. Elle part de Cagnes-sur-Mer et arrive à Marseille.

## Parcours
Cette étape de 228,5 km traverse trois départements : les Alpes-Maritimes, pour le départ à Cagnes-sur-Mer, le Var, les Bouches-du-Rhône, pour une arrivée à Marseille. Quatre cols sont franchis, un de troisième catégorie, la Côte de Châteauneuf-Grasse, et trois de quatrième catégorie : le Col de l'Ange (240 m) à Draguignan, la Côte de La Roquebrussanne, dans le Var, et la Côte des Bastides. Le sprint de l'étape se dispute à Lorgues, 9 km après le col de l'Ange.
Une fois n'est pas coutume, l'arrivée n'était pas située sur le Boulevard Michelet en face du Stade Vélodrome : ce dernier étant en rénovation pour l'Euro 2016 de football, les parkings étaient réquisitionnés par les engins de chantier. C'est donc devant les plages du Prado, à proximité du parc Borély, que l'arrivée a eu lieu.

## Déroulement de la course
Comme les jours précédents, une échappée s'est créée dès le départ. Un groupe de six coureurs composé de Yukiya Arashiro et Kévin Réza tous deux de la formation Europcar, de Thomas De Gendt (Vacansoleil-DCM), Romain Sicard (Euskaltel Euskadi), Anthony Delaplace (Sojasun) et Alexey Lutsenko (Astana). Au sommet de la côte de Châteauneuf-Grasse classée en 3e catégorie, De Gendt passe en tête devant Delaplace. L'écart croît rapidement, atteignant son maximum, 11 minutes 40 secondes à 165 km de l'arrivée. Au col de l'Ange, c'est à nouveau De Gendt qui passe en tête. Il franchit aussi le premier la ligne du sprint intermédiaire de Lorgues. Alors que les coureurs de l'équipe Orica-GreenEDGE assuraient la poursuite à la tête du peloton depuis le début, les formations Lotto-Belisol et Argos-Shimano viennent rouler également à l'avant, jouant la carte de leurs sprinters respectifs, André Greipel et Marcel Kittel. Au sommet de la côte de la Roquebrussanne, Arashiro passe en tête, défendant le maillot de meilleur grimpeur de son leader Pierre Rolland. À 52 km de l'arrivée, De Gendt trouvant le rythme de l'échappée trop lent, attaque. Sicard et Delaplace ne peuvent suivre. Un groupe de quatre coureurs se retrouve donc à l'avant avec De Gendt, Arashiro, Réza et Lutsenko. De Gendt passe le premier en haut de la côte des Bastides. L'écart sur le peloton est alors d'un peu plus de 3 minutes. Les hommes de tête se présentent au pied du col de la Gineste, qui n'est pas répertorié au classement des grimpeurs, avec 2 minutes d'avance. Au col, à 10 km de l'arrivée, Lutsenko attaque, suivi par Réza. Dans la descente du col de la Gineste, les coureurs de l'équipe Omega Pharma-Quick Step, surtout Tony Martin et Sylvain Chavanel, ramènent le peloton sur les derniers échappés, à 4 km de l'arrivée. La victoire à Marseille va se jouer par un sprint massif. Mark Cavendish (Omega Pharma-Quick Step) est le plus rapide, devant Edvald Boasson Hagen (Sky) et Peter Sagan (Cannondale). Simon Gerrans (Orica-GreenEDGE) conserve le maillot jaune.

## Résultats

### Classement de l'étape
| Classement de la 5e étape | Classement de la 5e étape | Classement de la 5e étape | Classement de la 5e étape | Classement de la 5e étape |
|                           | Coureur                   | Pays                      | Équipe                    | Temps                     |
| ------------------------- | ------------------------- | ------------------------- | ------------------------- | ------------------------- |
| 1er                       | Mark Cavendish            | Royaume-Uni               | Omega Pharma-Quick Step   | en 5 h 31 min 51 s        |
| 2e                        | Edvald Boasson Hagen      | Norvège                   | Sky                       | m.t                       |
| 3e                        | Peter Sagan               | Slovaquie                 | Cannondale                | m.t                       |
| 4e                        | André Greipel             | Allemagne                 | Lotto-Belisol             | m.t                       |
| 5e                        | Roberto Ferrari           | Italie                    | Lampre-Merida             | m.t                       |
| 6e                        | Alexander Kristoff        | Norvège                   | Katusha                   | m.t                       |
| 7e                        | Juan José Lobato          | Espagne                   | Euskaltel Euskadi         | m.t                       |
| 8e                        | Ramūnas Navardauskas      | Lituanie                  | Garmin-Sharp              | m.t                       |
| 9e                        | Cyril Lemoine             | France                    | Sojasun                   | m.t                       |
| 10e                       | José Joaquín Rojas        | Espagne                   | Movistar                  | m.t                       |
| modifier                  |                           |                           |                           |                           |

### Points attribués
| Sprint intermédiaire de Lorgues (km 102,5) | Sprint intermédiaire de Lorgues (km 102,5) | Sprint intermédiaire de Lorgues (km 102,5) | Sprint intermédiaire de Lorgues (km 102,5) | Sprint intermédiaire de Lorgues (km 102,5) |
| ------------------------------------------ | ------------------------------------------ | ------------------------------------------ | ------------------------------------------ | ------------------------------------------ |
|                                            | Coureur                                    | Pays                                       | Équipe                                     | Point(s)                                   |
| 1er                                        | Thomas De Gendt                            | Belgique                                   | Vacansoleil-DCM                            | 20                                         |
| 2e                                         | Alexey Lutsenko                            | Kazakhstan                                 | Astana                                     | 17                                         |
| 3e                                         | Anthony Delaplace                          | France                                     | Sojasun                                    | 15                                         |
| 4e                                         | Yukiya Arashiro                            | Japon                                      | Europcar                                   | 13                                         |
| 5e                                         | Romain Sicard                              | France                                     | Euskaltel Euskadi                          | 11                                         |
| 6e                                         | Kévin Réza                                 | France                                     | Europcar                                   | 10                                         |
| 7e                                         | André Greipel                              | Allemagne                                  | Lotto-Belisol                              | 9                                          |
| 8e                                         | Alexander Kristoff                         | Norvège                                    | Katusha                                    | 8                                          |
| 9e                                         | Peter Sagan                                | Slovaquie                                  | Cannondale                                 | 7                                          |
| 10e                                        | Mark Cavendish                             | Royaume-Uni                                | Omega Pharma-Quick Step                    | 6                                          |
| 11e                                        | José Joaquín Rojas                         | Espagne                                    | Movistar                                   | 5                                          |
| 12e                                        | Gregory Henderson                          | Nouvelle-Zélande                           | Lotto-Belisol                              | 4                                          |
| 13e                                        | Fabio Sabatini                             | Italie                                     | Cannondale                                 | 3                                          |
| 14e                                        | Kris Boeckmans                             | Belgique                                   | Vacansoleil-DCM                            | 2                                          |
| 15e                                        | Marcel Sieberg                             | Allemagne                                  | Lotto-Belisol                              | 1                                          |
| modifier                                   |                                            |                                            |                                            |                                            |

| Classement de l'étape | Classement de l'étape | Classement de l'étape | Classement de l'étape   | Classement de l'étape |
| --------------------- | --------------------- | --------------------- | ----------------------- | --------------------- |
|                       | Coureur               | Pays                  | Équipe                  | Point(s)              |
| 1er                   | Mark Cavendish        | Royaume-Uni           | Omega Pharma-Quick Step | 45                    |
| 2e                    | Edvald Boasson Hagen  | Norvège               | Sky                     | 35                    |
| 3e                    | Peter Sagan           | Slovaquie             | Cannondale              | 30                    |
| 4e                    | André Greipel         | Allemagne             | Lotto-Belisol           | 26                    |
| 5e                    | Roberto Ferrari       | Italie                | Lampre-Merida           | 22                    |
| 6e                    | Alexander Kristoff    | Norvège               | Katusha                 | 20                    |
| 7e                    | Juan José Lobato      | Espagne               | Euskaltel Euskadi       | 18                    |
| 8e                    | Ramūnas Navardauskas  | Lituanie              | Garmin-Sharp            | 16                    |
| 9e                    | Cyril Lemoine         | France                | Sojasun                 | 14                    |
| 10e                   | José Joaquín Rojas    | Espagne               | Movistar                | 12                    |
| 11e                   | Samuel Dumoulin       | France                | AG2R La Mondiale        | 10                    |
| 12e                   | John Degenkolb        | Allemagne             | Argos-Shimano           | 8                     |
| 13e                   | Daryl Impey           | Afrique du Sud        | Orica-GreenEDGE         | 6                     |
| 14e                   | Danny van Poppel      | Pays-Bas              | Vacansoleil-DCM         | 4                     |
| 15e                   | Simon Gerrans         | Australie             | Orica-GreenEDGE         | 2                     |
| modifier              |                       |                       |                         |                       |

### Cols et côtes
| Côte de Châteauneuf-Grasse (km 22) 3e catégorie | Côte de Châteauneuf-Grasse (km 22) 3e catégorie | Côte de Châteauneuf-Grasse (km 22) 3e catégorie | Côte de Châteauneuf-Grasse (km 22) 3e catégorie | Côte de Châteauneuf-Grasse (km 22) 3e catégorie |
| ----------------------------------------------- | ----------------------------------------------- | ----------------------------------------------- | ----------------------------------------------- | ----------------------------------------------- |
|                                                 | Coureur                                         | Pays                                            | Équipe                                          | Point(s)                                        |
| 1er                                             | Thomas De Gendt                                 | Belgique                                        | Vacansoleil-DCM                                 | 2                                               |
| 2e                                              | Anthony Delaplace                               | France                                          | Sojasun                                         | 1                                               |
| modifier                                        |                                                 |                                                 |                                                 |                                                 |

| Col de l'Ange (km 93) 4e catégorie | Col de l'Ange (km 93) 4e catégorie | Col de l'Ange (km 93) 4e catégorie | Col de l'Ange (km 93) 4e catégorie | Col de l'Ange (km 93) 4e catégorie |
| ---------------------------------- | ---------------------------------- | ---------------------------------- | ---------------------------------- | ---------------------------------- |
|                                    | Coureur                            | Pays                               | Équipe                             | Point(s)                           |
| 1er                                | Thomas De Gendt                    | Belgique                           | Vacansoleil-DCM                    | 1                                  |
| modifier                           |                                    |                                    |                                    |                                    |

| Côte de la Roquebrussanne (km 154) 4e catégorie | Côte de la Roquebrussanne (km 154) 4e catégorie | Côte de la Roquebrussanne (km 154) 4e catégorie | Côte de la Roquebrussanne (km 154) 4e catégorie | Côte de la Roquebrussanne (km 154) 4e catégorie |
| ----------------------------------------------- | ----------------------------------------------- | ----------------------------------------------- | ----------------------------------------------- | ----------------------------------------------- |
|                                                 | Coureur                                         | Pays                                            | Équipe                                          | Point(s)                                        |
| 1er                                             | Yukiya Arashiro                                 | Japon                                           | Europcar                                        | 1                                               |
| modifier                                        |                                                 |                                                 |                                                 |                                                 |

| Côte des Bastides (km 198) 4e catégorie | Côte des Bastides (km 198) 4e catégorie | Côte des Bastides (km 198) 4e catégorie | Côte des Bastides (km 198) 4e catégorie | Côte des Bastides (km 198) 4e catégorie |
| --------------------------------------- | --------------------------------------- | --------------------------------------- | --------------------------------------- | --------------------------------------- |
|                                         | Coureur                                 | Pays                                    | Équipe                                  | Point(s)                                |
| 1er                                     | Thomas De Gendt                         | Belgique                                | Vacansoleil-DCM                         | 1                                       |
| modifier                                |                                         |                                         |                                         |                                         |

## Classements à l'issue de l'étape

### Classement général
| Classement général | Classement général   | Classement général | Classement général      | Classement général  |
|                    | Coureur              | Pays               | Équipe                  | Temps               |
| ------------------ | -------------------- | ------------------ | ----------------------- | ------------------- |
| 1er                | Simon Gerrans        | Australie          | Orica-GreenEDGE         | en 18 h 19 min 15 s |
| 2e                 | Daryl Impey          | Afrique du Sud     | Orica-GreenEDGE         | + 0 s               |
| 3e                 | Michael Albasini     | Suisse             | Orica-GreenEDGE         | + 0 s               |
| 4e                 | Michał Kwiatkowski   | Pologne            | Omega Pharma-Quick Step | + 1 s               |
| 5e                 | Sylvain Chavanel     | France             | Omega Pharma-Quick Step | + 1 s               |
| 6e                 | Edvald Boasson Hagen | Norvège            | Sky                     | + 3 s               |
| 7e                 | Christopher Froome   | Royaume-Uni        | Sky                     | + 3 s               |
| 8e                 | Richie Porte         | Australie          | Sky                     | + 3 s               |
| 9e                 | Nicolas Roche        | Irlande            | Saxo-Tinkoff            | + 9 s               |
| 10e                | Roman Kreuziger      | Tchéquie           | Saxo-Tinkoff            | + 9 s               |
| modifier           |                      |                    |                         |                     |

### Classement par points
| Classement par points | Classement par points | Classement par points | Classement par points   | Classement par points |
| --------------------- | --------------------- | --------------------- | ----------------------- | --------------------- |
|                       | Coureur               | Pays                  | Équipe                  | Point(s)              |
| 1er                   | Peter Sagan           | Slovaquie             | Cannondale              | 111 points            |
| 2e                    | Mark Cavendish        | Royaume-Uni           | Omega Pharma-Quick Step | 76 pts                |
| 3e                    | Alexander Kristoff    | Norvège               | Katusha                 | 76 pts                |
| modifier              |                       |                       |                         |                       |

### Classement du meilleur grimpeur
| Classement du meilleur grimpeur | Classement du meilleur grimpeur | Classement du meilleur grimpeur | Classement du meilleur grimpeur | Classement du meilleur grimpeur |
| ------------------------------- | ------------------------------- | ------------------------------- | ------------------------------- | ------------------------------- |
|                                 | Coureur                         | Pays                            | Équipe                          | Point(s)                        |
| 1er                             | Pierre Rolland                  | France                          | Europcar                        | 10 points                       |
| 2e                              | Simon Clarke                    | Australie                       | Orica-GreenEDGE                 | 5 pts                           |
| 3e                              | Blel Kadri                      | France                          | AG2R La Mondiale                | 5 pts                           |
| modifier                        |                                 |                                 |                                 |                                 |

### Classement du meilleur jeune
| Classement général du meilleur jeune | Classement général du meilleur jeune | Classement général du meilleur jeune | Classement général du meilleur jeune | Classement général du meilleur jeune |
|                                      | Coureur                              | Pays                                 | Équipe                               | Temps                                |
| ------------------------------------ | ------------------------------------ | ------------------------------------ | ------------------------------------ | ------------------------------------ |
| 1er                                  | Michał Kwiatkowski                   | Pologne                              | Omega Pharma-Quick Step              | en 18 h 19 min 16 s                  |
| 2e                                   | Andrew Talansky                      | États-Unis                           | Garmin-Sharp                         | + 16 s                               |
| 3e                                   | Nairo Quintana                       | Colombie                             | Movistar                             | + 19 s                               |
| modifier                             |                                      |                                      |                                      |                                      |

### Classement par équipes
| Classement par équipes | Classement par équipes | Classement par équipes | Classement par équipes |
|                        | Équipe                 | Pays                   | Temps                  |
| ---------------------- | ---------------------- | ---------------------- | ---------------------- |
| 1re                    | Orica-GreenEDGE        | Australie              | en 54 h 5 min 53 s     |
| 2e                     | Sky                    | Royaume-Uni            | + 3 s                  |
| 3e                     | Saxo-Tinkoff           | Danemark               | + 9 s                  |
| modifier               |                        |                        |                        |